# Václav Edelmann z Brosdorfu

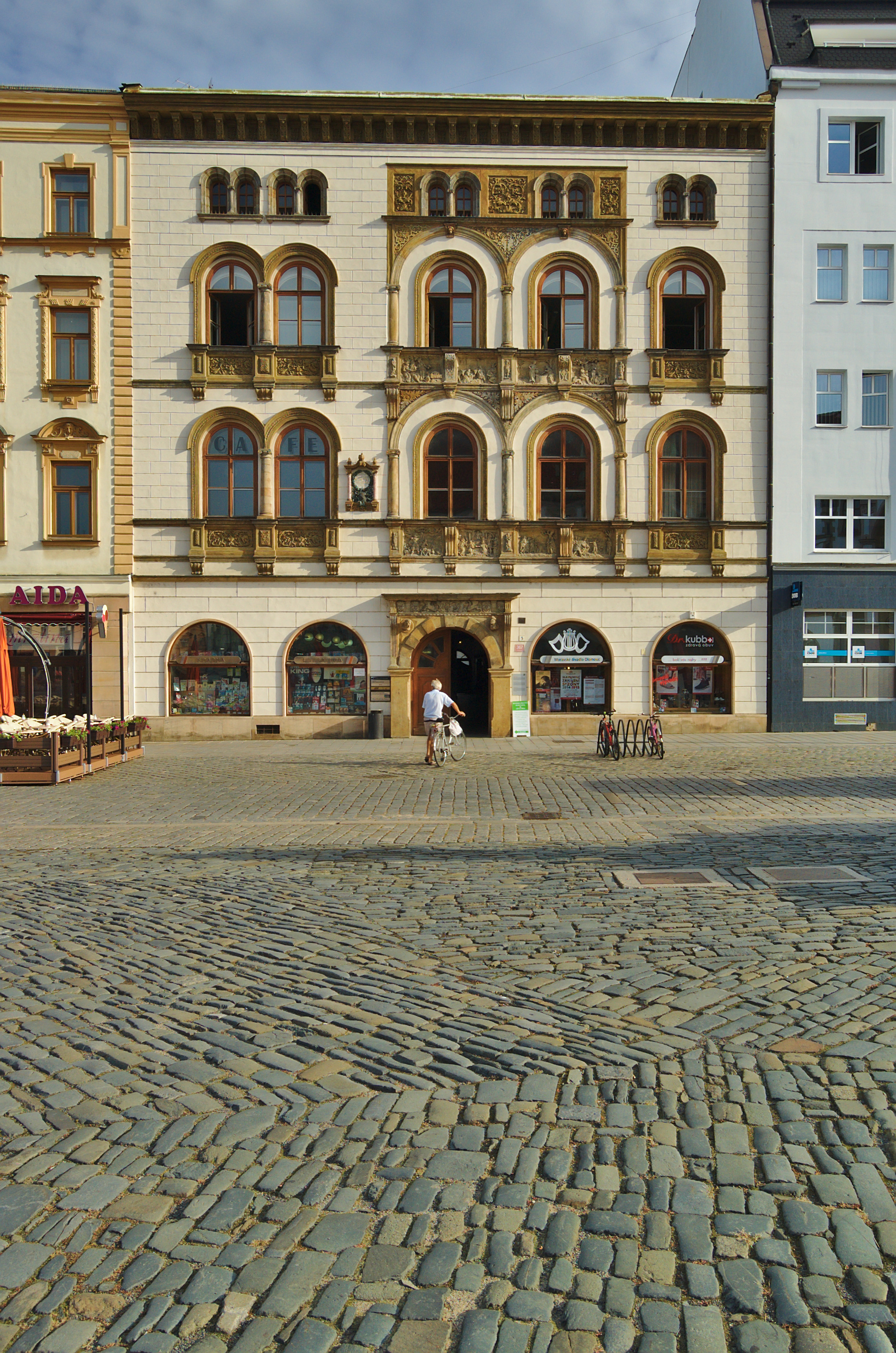
Edelmanův palác v Olomouci

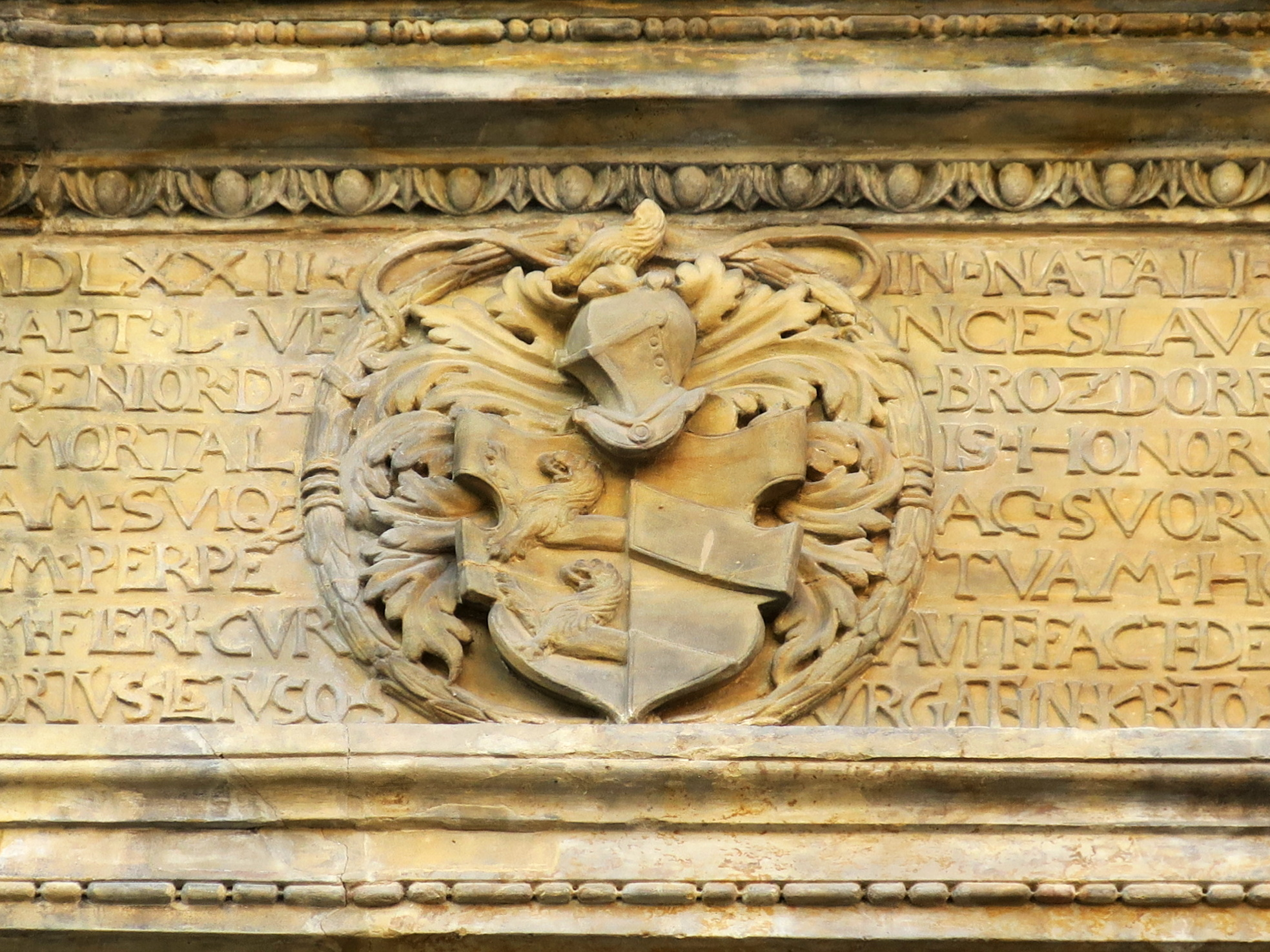
Erb Václava Edelmanna na rodinné pohřební kapli v Olomouci.

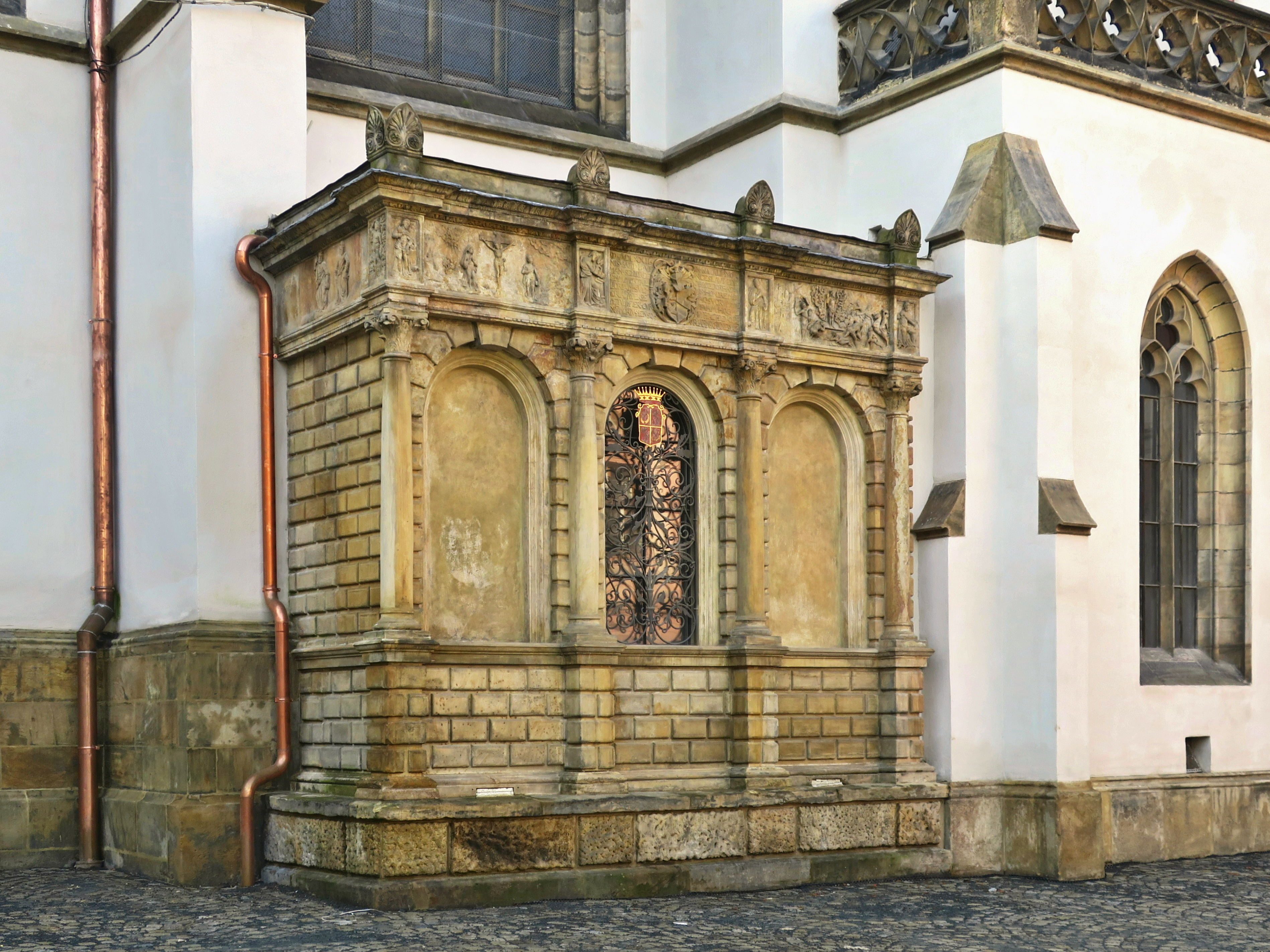
Renesanční pohřební kaple, kterou nechal v roce 1572 postavit Václav Edelmann z Brosdorfu na severní straně kostela sv. Mořice v Olomouci.

Václav st. Edelmann z Brosdorfu (zemřel 23. 5. 1580) byl olomoucký měšťan, obchodník a finančník. Svého skvělého postavení se domohl díky úřadu císařského výběrčího daní, který zastával asi již od roku 1556. O jeho finančních možnostech svědčí dodnes na olomouckém Horním náměstí stojící rodinná rezidence, tzv. Edelmannův palác.
Za své zásluhy byl on a jeho rod povýšen Ferdinandem I. do šlechtického stavu. Erbovním listem získal titul „z Brosdorfu“.
Nábožensky Václav Edelmann patřil mezi katolíky, roku 1576 byl vybrán moravskými stavy do poselstva k právě zvolenému králi Rudolfovi II.
Jeho smrtí skončila vrcholná doba rodu Edelmannů, jeho syn Václav Edelmann mladší již nedokázal obhájit společenské postavení, které rodině získal jeho otec a nedosáhl žádného významného veřejného postu.